# Mévoisins
 Mévoisins  es una población y comuna francesa, en la región de  Centro, departamento de Eure y Loir, en el distrito de Chartres y cantón de Maintenon.

## Demografía
| 291 | 268 | 320 | 460 | 533 | 634 |
| Para los censos de 1962 a 1999 la población legal corresponde a la población sin duplicidades (Fuente: INSEE [Consultar]) |     |     |     |     |     |